# Lill-Sultentjärnen
Lill-Sultentjärnen är en sjö i Skellefteå kommun i Västerbotten och ingår i Bureälvens huvudavrinningsområde.